# Arent DePeyster
Arent Schuyler DePeyster (27 juin 1736 – 26 novembre 1822) était un officier militaire britannique surtout connu pour son mandat comme commandant des forts Michilimackinac et Détroit alors qu'ils étaient sous contrôle britannique pendant la Révolution américaine.  À la suite de la capture du lieutenant-gouverneur général Henry Hamilton, DePeyster est souvent crédité comme étant le chef militaire des forces britanniques et indiennes dans les régions frontalières canadienne et américaine de l'ouest.

## Biographie
DePeyster était originaire de New York, fils de Pierre Guillaume DePeyster et Cornelia Schuyler.  Il a été éduqué à Londres et obtient une commission comme enseigne à temps pour la guerre de Sept Ans. Il sert sous son oncle, le colonel Peter Schuyler, dans le Nord de la province de New York, acquérant de l'expérience dans les combats aux frontières. Il a été capturé, a été gardé captif en France et a terminé la guerre avec le 8e régiment d'infanterie en Allemagne après avoir fait l'objet d'un échange de prisonniers. Après la guerre, il fut affecté en Écosse, où il a épousé Rebecca Blair.
Le 8e régiment est ensuite affecté au Canada, et DePeyster bénéficie d'une série de promotions. En 1774, il est nommé commandant du fort Michillimakinac. Lorsque la guerre éclata avec les États-Unis, DePeyster a recruté les Amérindiens de la région des Grands Lacs afin de servir la Couronne britannique, notamment lors de la campagne du général John Burgoyne dans sa colonie native de New York. Il a été récompensé en étant promu major.
Le major DePeyster a pris le commandement de Détroit en 1779. Les tribus amérindiennes du Territoire du Nord-Ouest étaient alors hostiles aux Britanniques, mais DePeyster, par son tact et ses mesures conciliatoires, les a entièrement détachés des colons rebelles et les a commandés de manière efficace contre les milices américaines de Pennsylvanie et du Kentucky. Bien que la Grande-Bretagne eût cédé le contrôle de Détroit aux États-Unis à la fin de la guerre, la région resta sous contrôle britannique jusqu'en 1796.
À la fin de 1783, DePeyster fut promu lieutenant-colonel et transféré au fort Niagara. En 1785, après la guerre, il retourna en Angleterre avec son régiment et continua à servir son pays, recevant par la suite le grade de colonel. Il prit sa retraite en 1794 pour cause de maladie et s'installa à Dumfries en Écosse, mais participa à la création d'une milice, les Dumfries volunteers lorsque la Grande-Bretagne se crut menacée d'une invasion napoléonienne. Il devint le commandant-major de la milice et eut comme subordonné le poète Robert Burns, qui lui dédia son poème Life, et avec qui il entretint une querelle poétique dans les colonnes du Journal de Dumfries. DePeyster a également publié  Miscellanies, by an officer en 1813.
Le fils de son neveu Frederic de Peyster (en) était un avocat réputé de la ville de New York.